# Elandré
Elandré Schwartz (Despatch, Cap-Oriental, 28 août 1995) est un chanteur sud-africain.

## Biographie
Elandré étudie l'art dramatique à l'école de Waterfront au Cap. Il est devenu populaire grâce à une vidéo sur internet où il chante "Tougher than the Rest" de Bruce Springsteen. Il a été invité plus tard à un programme radiophonique de Bok Radio où Select Music lui a offert un contrat discographique pendant l'interview.

## Discographie
- 2017 : Kleindorpdromer

1. Afrikaans Sal Bly - 4:12
2. Plek Sonder Naam - 3:54
3. Die Lyn - 3:34
4. Stilte Voor Die Storm - 4:24
5. Your Man - 3:31
6. Tougher Than The Rest - 4:01
7. Die Tyd Het Ons Geleer - 3:10
8. Forever - 3:58
9. Eendag - 3:44
10. Honderd Duisend Maal - 3:38
11. Hier's Ons Nou - 4:07
12. Tonight I Climb The Wall - 3:29
13. Skadu's Teen My Muur - 3:15

- 2019 : Boomhuis

1. Vuur Op Die Water - 3:36
2. Tussen Die Lakens - 4:29
3. In Hierdie Ding - 3:45
4. Amazed - 3:44
5. Boomhuis - 3:17
6. If You Asked Me To - 3:24
7. Eerlikwaar - 4:11
8. Eilande, Woestyne - 3:49
9. Teenage Queenie - 3:25
10. Softly - 3:44
11. Woorde Uit Jou Mond - 3:51
12. He'll Have To Go - 2:06